# Marcel Beima
Marcel Beima est un coureur cycliste néerlandais, né le 25 octobre 1983 à Hardegarijp.

## Palmarès
- 2002
  - 2e du Ronde van Midden-Nederland
- 2004
  - 2e du Circuit de l'Alblasserwaard
- 2007
  - Friesche Wouden Klassieker
  - Tour de Düren
- 2008
  - 3e et 5ea (contre-la-montre par équipes) étapes du Tour de Lleida
  - 2e du championnat des Pays-Bas du contre-la-montre par équipes
- 2009
  - PWZ Zuidenveldtour

## Classements mondiaux
| Année           | 2005 | 2006 | 2007 | 2008 |
| --------------- | ---- | ---- | ---- | ---- |
| UCI Europe Tour | 940e | 810e | 291e | 757e |